# Tom Lambrechtsen van Ritthem
Thomas (Tom) Jan Lambrechtsen van Ritthem werd op 11 augustus 1992 geboren (Batavia) als de zoon van Nicolaas Jan Cornelis Lambrechtsen van Ritthem (1890-1974) en Albertine Maria van der Mieden van Opmeer (1896-?). Een paar jaar na zijn geboorte vertrok het gezin naar Nederland en vestigde zich in Terneuzen. In Zeeuws-Vlaanderen werden de zusjes van Tom Tineke en Martha geboren.  Hij hield erg van zeilen en was lid van de Nederlandsche Padvinders
Met vijf andere verzetsmensen – onder wie zijn verzetsvriend Victor Alexandre Guillaume van den Bergh – werd hij gefusilleerd tussen Rhenen en Veenendaal. Jaarlijks worden de zes verzetsmensen op die plek herdacht, waar nu het zogenaamde kruis op de berg staat.